# Sadik Hakim
Sadik Hakim, nato Forrest Argonne Thornton (Duluth, 15 luglio 1919 – New York, 20 giugno 1983), è stato un pianista e compositore statunitense.

## Biografia
Ha imparato a suonare il pianoforte grazie al nonno, e a suonare professionalmente dal 1939.
Nel 1944 si è trasferito a New York, venendo ingaggiato da Ben Wester, un sassofonista che suonava il bebop con Dizzy Gillespie nel popolare "Ko-Ko",  uno standard jazz di Charlie Parker, ceduto in concessione. Inoltre registrava con Dexter Gordon e Lester Young.
Hakim fu il co-autore della canzone Eronel di Thelonious Monk. Probabilmente ha scritto diverse canzone popolari, ma attribuite ad altri compositori. Nel 1947 adotta un nome musulmano. Nel 1949 si trasferì a Montréal. In quella città il suo grande talento bebop emerse quasi immediatamente. Ha successivamente lavorato con l'Orchestra Internazionale di Louis Metcalf.
Tuttavia fu costretto ad abbandonare il Canada, a causa di una retata antidroga avvenuta nel novembre 1950, anno che l'ha visto lavorare a New York con James Moody e George Holmes Tate. Nel 1966 ritorna a Montréal, dove lavora fino al 1976, conducendo e registrando con Charlie Biddle. Nel 1978 compone un album in collaborazione con Sonny Stitt, registrando comunque altri brani tra il 1976 ed il 1980.